# راينهارد سيباستيان تسمرمان
راينهارد سيباستيان تسمرمان (بالألمانية: Reinhard Sebastian Zimmermann)‏ (و. 1815 – 1893 م) هو رسام ألماني، توفي في ميونخ، عن عمر يناهز 78 عاماً.

## التعليم
تعلم في أكاديمية الفنون الجميلة بميونخ.